# Нарын-Шибирь
Нары́н-Шиби́рь (бур. Нарин Шэбэр) (другое название — Арбижил (бур. Арьбажал — «увеличение, преумножение, процветание»)) — улус в Заиграевском районе Бурятии, входит в сельское поселение «Дабатуйское».

## География
Расположен в 9,5 км к северо-востоку от центра сельского поселения, села Эрхирик, на левом берегу ручья Нарын-Шибирь (в 1,5 км к северу от места его впадения в Уду), в 0,5—1 км севернее межрегиональной автодороги Р436 Улан-Удэ — Чита.

## Топонимика
Топоним Арбижил (бур. Арьбажал) происходит от бур. арьбажаха — «размножаться, богатеть».

## Население
| 2002 | 2010 |
| ---- | ---- |
| 93   | ↗126 |